# Paul-Émile André
Paul-Émile André (* 31. Oktober 1911 in Bleid; † 4. September 1996 ebenda) war ein belgischer Radrennfahrer.

## Sportliche Laufbahn
André war im Straßenradsport aktiv. Bei den Straßenradsport-Weltmeisterschaften 1934 startete er für die belgische Nationalmannschaft und gewann beim Sieg von Kees Pellenaars die Bronzemedaille im Rennen der Amateure.
Von 1935 bis 1939 war er Berufsfahrer. 1936 konnte er eine Etappe in der Luxemburg-Rundfahrt gewinnen und wurde Sechster der Gesamtwertung. 1937 siegte er im Grand Prix de Lorraine. 1939 wurde er Zweiter im Etappenrennen Circuit des Vosges. 1936 wurde er Dritter bei Paris–Verdun, 1938 Zweiter bei Nancy–Straßburg.